# Paulo Afonso
Paulo Afonso es un municipio brasileño del interior y norte del estado de Bahía. Se emancipó el 28 de julio de 1958 del municipio de Glória. Su área es de 1.545 kilómetros cuadrados y su población, según estimaciones del IBGE para 2021, era de 119.213 habitantes. Su densidad demográfica es de 68,62 habitantes por kilómetro cuadrado.
Limita al norte con el municipio de Glória, al sur con el municipio de Santa Brígida, al este con el estado de Alagoas, al oeste con el municipio de Rodelas y al suroeste con el municipio de Jeremoabo. Su ubicación geográfica es 9º 24' 22" de latitud sur y 38º 12' 53" de longitud oeste.
En la zona rural del municipio, en la aldea de Malhada da Caiçara, hay un museo en honor a Maria Bonita, el Museu Casa de Maria Bonita.